# Brunello Cocciuti
Brunello Cocciuti (Roma, 13 giugno 1937) è un ex calciatore italiano, di ruolo attaccante.

## Carriera
Ha avuto un'unica esperienza sportiva all'estero, in Canada, in forza al Toronto Roma, squadra della Eastern Canada Professional Soccer League, con cui vince nella stagione 1962 la regular season ma perde in semifinale i playoff per il titolo.

## Palmarès

### Club

#### Competizioni nazionali
- Coppa Italia: 1

Lazio: 1958